# 福州围城战
福州围城战是892年—893年王彦复和王审知率领的泉州军队围攻福州的战役。
唐大顺二年（891年），福建观察使陈岩患重病，派遣使者携带书信去见泉州刺史王潮，召他来福州，准备把福建的军政大权交给他。王潮还没到福州，陈岩就已去世，陈岩妻弟、都将范晖说服将士拥立自己为留后，发兵抗拒王潮进入福州。
由于范晖骄纵奢侈，失去人心，陈岩的旧将大多归附王潮，并劝王潮出兵消灭范晖的势力。于是，王潮在景福元年二月（892年3月3日—31日）任命堂弟王彦复为都统、三弟王审知为都监，派他们率领军队攻打福州。民众听说王潮派兵北上，纷纷送米以供军需，平湖洞和滨海蛮夷也都以兵、船相助。
范晖坚守福州城，王彦复和王审知久攻不克。范晖向陈岩的姻亲、威胜军节度使董昌求援，董昌调温州、台州、婺州三州的军队5000人救援范晖。由于福州城池坚固，而且有援军相助，泉州军死伤甚多，王彦复和王审知请求撤军，王潮不准，又请求王潮亲临军营，并且增兵，王潮回复他们：“兵尽添兵，将尽添将，兵将俱尽，吾当自来。”王彦复和王审知感到恐惧，于是亲临作战前线，对福州城发起猛烈攻势。
景福二年（893年）五月，福州城内粮尽，范晖知道城池已无法守住，于是在夜晚把印授交给监军，弃城而逃，董昌的援军也撤走。五月初二·庚子（893年5月21日），王彦复等人进入福州城。五月初三·辛丑（5月22日），范晖到达沿海都，为部下所杀。不久，王潮进入福州，自称留后，并降服汀州和建州，消灭福建境内20几支割据武装，完全控制福建五州。